# Edward Fitzgerald (ishockeyspelare)
James Edward "Ed" Fitzgerald, född 3 augusti 1890 i Northfield, Minnesota, död 18 april 1966 i Ramsey County, Minnesota var en amerikansk ishockeyspelare. Han blev olympisk silvermedaljör i Antwerpen 1920.

## Meriter
- OS-silver 1920